# Eleições estaduais em Rondônia em 1994
As eleições estaduais em Rondônia em 1994 ocorreram em 3 de outubro como parte das eleições gerais no Distrito Federal e em 26 estados. Foram eleitos o governador Valdir Raupp, o vice-governador Aparício Carvalho, os senadores José Bianco e Ernandes Amorim, oito deputados federais e vinte e quatro estaduais. Como nenhum candidato a governador atingiu a maioria dos votos válidos na eleição, houve um segundo turno em 15 de novembro e segundo a Constituição e a Lei nº. 8.713, a posse aconteceria em 1º de janeiro de 1995 para quatro anos de mandato e originalmente sem direito a reeleição.
Catarinense de São João do Sul, Valdir Raupp chegou a Rondônia em 1977 e trabalhou como agricultor até sua eleição como vereador de Cacoal pelo PMDB em 1982. Após a criação do município de Rolim de Moura em 1983 por decreto-lei do governador Jorge Teixeira, houve eleições em 10 de dezembro de 1984 e nelas Valdir Raupp elegeu-se prefeito e assumiu no dia 28 daquele mês. Findo o seu mandato assumiu a direção-geral do Departamento de Estradas de Rodagem no governo Jerônimo Santana, coordenou a campanha presidencial de Fernando Collor no estado em 1989 e aderiu ao PRN, contudo foi derrotado por Osvaldo Piana ao disputar o governo estadual em 1990. Formado em Administração de Empresas pelo Centro de Ensino Superior de Brasília, regressou ao PMDB e foi eleito para um segundo mandato como prefeito de Rolim de Moura em 1992, cargo ao qual renunciou antes de eleger-se governador de Rondônia em 1994.
Médico formado pela Universidade Federal do Amazonas em 1976 com especialização em Psiquiatria na Universidade Federal Fluminense, Aparício Carvalho nasceu em Rio Bonito, na Região Metropolitana do Rio de Janeiro. Passou a residir em Porto Velho em setembro de 1979 ao ser nomeado subsecretário municipal de Saúde na administração Francisco Lopes de Paiva. Presidente da Associação Médica de Rondônia por quatro vezes, tornou-se membro do conselho deliberativo da Associação Médica Brasileira e presidiu a Associação dos Servidores do Hospital de Base Dr. Ary Pinheiro. Eleito suplente de vereador em Porto Velho pelo PTB em 1988, ficou também na suplência ao disputar um mandato de deputado federal em 1990. Efetivado após a cassação de Antônio Nobel Aires Moura em 1993, militou no PST e PP até ingressar no PSDB, legenda pela qual foi eleito vice-governador de Rondônia em 1994.

## Resultado da eleição para governador

### Primeiro turno
Segundo o Tribunal Superior Eleitoral foram apurados 376.120 votos nominais (78,30%), 79.333 votos em branco (16,52%) e 24.867 votos nulos (5,18%) resultando no comparecimento de 480.320 eleitores.

Candidato mais votado por município no 1º turno: Valdir Raupp Francisco Erse

| Candidatos a governador do estado | Candidatos a vice-governador | Número | Coligação                                   | Votação | Percentual |
| --------------------------------- | ---------------------------- | ------ | ------------------------------------------- | ------- | ---------- |
| Valdir Raupp PMDB                 | Aparício Carvalho PSDB       | 15     | União por Rondônia (PMDB, PSDB, PSB)        | 159.847 | 42,50%     |
| Chiquilito Erse PDT               | Edison Fidélis PTB           | 12     | Rondônia segue em Frente (PDT, PTB, PP, PL) | 146.259 | 38,89%     |
| Jorge Streit PT                   | Antônio Miguel Arrabal PT    | 13     | Frente Popular (PT, PPS, PSC, PRP, PCdoB)   | 32.766  | 8,71%      |
| Odacir Soares PFL                 | Sônia Balau PFL              | 25     | PFL, PSD                                    | 20.624  | 5,48%      |
| Jerônimo Santana PPR              | Adegildo Ferreira PPR        | 11     | PPR, PV                                     | 11.281  | 3,00%      |
| Edgard Azevedo PRONA              | Amaro Silva Jr PRONA         | 56     | PRONA (sem coligação)                       | 5.343   | 1,42%      |
| Fontes:                           |                              |        |                                             |         |            |

### Segundo turno
Segundo o Tribunal Superior Eleitoral foram apurados 393.185 votos nominais (93,67%), 3.019 votos em branco (0,72%) e 23.549 votos nulos (5,61%) resultando no comparecimento de 419.753 eleitores.
| Candidatos a governador do estado | Candidatos a vice-governador | Número | Coligação                                   | Votação | Percentual |
| --------------------------------- | ---------------------------- | ------ | ------------------------------------------- | ------- | ---------- |
| Valdir Raupp PMDB                 | Aparício Carvalho PSDB       | 15     | União por Rondônia (PMDB, PSDB, PSB)        | 248.148 | 63,11%     |
| Chiquilito Erse PDT               | Edison Fidélis PTB           | 12     | Rondônia Segue em Frente (PDT, PP, PTB, PL) | 145.037 | 36,89%     |
| Fontes:                           |                              |        |                                             |         |            |

## Biografia dos senadores eleitos

### José Bianco
Natural de Apucarana e formado em 1973 pela Universidade Estadual de Londrina, o advogado José Bianco veio para Rondônia um ano depois e exerceu sua profissão antes de entrar para a política. Eleito deputado estadual pelo PDS em 1982, foi o primeiro presidente da Assembleia Legislativa de Rondônia e também da Assembleia Estadual Constituinte de 1983. Integrante da delegação rondoniense que compareceu ao Colégio Eleitoral 1985, votou em Tancredo Neves e após ingressar no PFL foi derrotado como candidato a vice-governador na chapa de Odacir Soares em 1986. Eleito prefeito de Ji-Paraná em 1988, cumpriu o mandato, e em 1994 foi eleito senador. Anos mais tarde, renunciou ao posto após sua eleição para governador em 1998.

### Ernandes Amorim
Baiano nascido em Itagibá e diplomado em Educação Física pela Universidade Católica de Salvador, Ernandes Amorim chegou a Rondônia em 1977, fixando-se em Ariquemes onde trabalhou com mineração e depois tornou-se professor e pecuarista. Filiado ao PMDB, alcançou a suplência como candidato a deputado estadual em 1982. Efetivado mediante a eleição de Tomaz Correia para vice-prefeito de Porto Velho em 1985, reelegeu-se deputado estadual em 1986. Após migrar para o PDT, elegeu-se prefeito de Ariquemes em 1988 e senador em 1994, voltando à prefeitura de Ariquemes no ano 2000 quando já estava no PPB.

## Suplentes efetivados

### Moreira Mendes
Advogado nascido em São Paulo e formado na Faculdade de Direito Rio Pretense em São José do Rio Preto, Moreira Mendes chegou a Rondônia em 1972 e anos mais tarde filiou-se à ARENA e depois ao PDS. Procurador da Assembleia Legislativa de Rondônia, além de agropecuarista e empresário hoteleiro, foi secretário de Administração no governo Osvaldo Piana e em 1994 elegeu-se suplente de senador pelo PSD na chapa de José Bianco, sendo efetivado após a eleição deste como governador de Rondônia em 1998.

### Fernando Matusalém
Natural de Fernandópolis, o empresário Fernando Matusalém assumiu o mandato de senador quando Ernandes Amorim pediu licença a fim de tomar parte na campanha eleitoral que o elegeu à prefeitura de Ariquemes no ano 2000. Fernando Matusalém exerceu o mandato até que o Tribunal Superior Eleitoral cassou a chapa de Ernandes Amorim em junho de 2001 por abuso do poder econômico e político na campanha eleitoral de 1994 e determinou a posse do mais votado entre os candidatos remanescentes. Teoricamente a vaga seria entregue a Amir Lando, porém o mesmo se elegera senador em 1998 e assim o petista Eduardo Valverde deveria tomar posse, mas uma liminar concedida pelo ministro Nelson Jobim impediu o cumprimento da sentença.

### Chico Sartori
Ao fim de uma batalha judicial decidiu-se por Amir Lando como titular da vaga em disputa, mas este renunciou em favor do suplente, Chico Sartori. Catarinense de Joaçaba, ele assumiu em 5 de março de 2002.

## Resultado da eleição para senador
Segundo o Tribunal Superior Eleitoral houve 621.187 votos nominais (64,66%), 262.154 votos em branco (27,29%) e 77.299 votos nulos (8,05%) resultando no comparecimento de 960.640 eleitores.
| Candidatos a senador da República   | Candidatos a suplente de senador | Número | Coligação                                   | Votação | Percentual |
| ----------------------------------- | -------------------------------- | ------ | ------------------------------------------- | ------- | ---------- |
| José Bianco PFL                     | Moreira Mendes PSD               | 252    | PFL, PSD                                    | 157.059 | 25,28%     |
| Ernandes Amorim PDT                 | Fernando Matusalém PP            | 123    | Rondônia Segue em Frente (PDT, PP, PTB, PL) | 133.239 | 21,45%     |
| Amir Lando PMDB                     | Chico Sartori PMDB               | 152    | União por Rondônia (PMDB, PSDB, PSB)        | 117.079 | 18,85%     |
| Eduardo Valverde PT                 | - PT                             | 133    | Frente Popular (PT, PPS, PSC, PRP, PCdoB)   | 39.831  | 6,41%      |
| Luiz Malheiros Tourinho PFL         | - PFL                            | 253    | PFL, PSD                                    | 34.443  | 5,54%      |
| Israel Xavier Batista PT            | - PT                             | 132    | Frente Popular (PT, PPS, PSC, PRP, PCdoB)   | 30.743  | 4,95%      |
| Manoel Francisco da Silva Neto PRP  | - PRP                            | 442    | PRP (sem coligação)                         | 30.547  | 4,92%      |
| Roque José de Oliveira PMDB         | - PMDB                           | 153    | União por Rondônia (PMDB, PSDB, PSB)        | 27.925  | 4,50%      |
| Maurício Calixto PDT                | - PDT                            | 122    | Rondônia segue em Frente (PDT, PTB, PP, PL) | 20.809  | 3,35%      |
| Antônio Morimoto PPR                | - PPR                            | 112    | PPR, PV                                     | 20.574  | 3,31%      |
| Rogério Oliveira Dias da Cruz PRONA | - PRONA                          | 562    | PRONA (sem coligação)                       | 8.938   | 1,44%      |
| Fontes:                             |                                  |        |                                             |         |            |

## Deputados federais eleitos
São relacionados os candidatos eleitos com informações complementares da Câmara dos Deputados. Foram apurados 294.727 votos nominais e de legenda (00,00%), 83.997 votos em branco (00,00%) e 101.645 votos nulos (00,00%) resultando no comparecimento de 000.000 eleitores.

Representação eleita
  PSDB: 3
  PP: 2
  PL: 1
  PMDB: 1
  PDT: 1

| Número  | Deputados federais eleitos | Partido | Votação | Percentual | Cidade onde nasceu | Unidade federativa |
| 3940    | Silvernani Santos          | PP      | 20.996  | 7,12%      | Trairi             | Ceará              |
| 2211    | Expedito Júnior            | PL      | 20.198  | 6,85%      | Guararapes         | São Paulo          |
| 4545    | Ildemar Küssler            | PSDB    | 19.224  | 6,52%      | Palmitos           | Santa Catarina     |
| 1511    | Confúcio Moura             | PMDB    | 17.396  | 5,90%      | Dianópolis         | Tocantins          |
| 3939    | Carlinhos Camurça          | PP      | 15.573  | 5,28%      | Guajará-Mirim      | Rondônia           |
| 4555    | Emerson Olavo Pires        | PSDB    | 14.744  | 5,00%      | Goiânia            | Goiás              |
| 1212    | Eurípedes Miranda          | PDT     | 12.900  | 4,38%      | Cardoso            | São Paulo          |
| 4515    | Marinha Raupp              | PSDB    | 11.683  | 3,96%      | Maracaí            | São Paulo          |
| Fontes: |                            |         |         |            |                    |                    |

## Deputados estaduais eleitos
Foram eleitos 24 deputados estaduais para a Assembleia Legislativa de Rondônia.

Representação eleita
  PMDB: 4
  PMN: 4
  PDT: 3
  PL: 2
  PSC: 2
  PTB: 2
  PSDB: 2
  PT: 2
  PFL: 2
  PRN: 1

Fonteː
| Número  | Deputados estaduais eleitos   | Partido | Votação | Percentual | Cidade onde nasceu   | Unidade federativa  |
| 15110   | Marcos Antônio Donadon        | PMDB    | 9.549   | 2,67%      | Florestópolis        | Paraná              |
| 15160   | Renato Veloso                 | PMDB    | 7.010   | 1,96%      | Uberlândia           | Minas Gerais        |
| 33140   | Luiz Carlos Coelho de Menezes | PMN     | 5.972   | 1,67%      | Orlândia             | São Paulo           |
| 36101   | João Batista dos Santos       | PRN     | 5.556   | 1,55%      | Graccho Cardoso      | Sergipe             |
| 12121   | José Mário de Melo            | PDT     | 5.494   | 1,53%      | Camocim de São Félix | Pernambuco          |
| 22199   | Mileni Mota                   | PL      | 5.272   | 1,47%      | Cianorte             | Paraná              |
| 12200   | João Batista de Lima          | PDT     | 5.234   | 1,46%      | Itapemirim           | Espírito Santo      |
| 20110   | Lúcia Tereza                  | PSC     | 5.076   | 1,42%      | Presidente Prudente  | São Paulo           |
| 12132   | César Cassol                  | PDT     | 4.585   | 1,28%      | Maravilha            | Santa Catarina      |
| 20111   | Francisco Sales               | PSC     | 4.479   | 1,25%      | Grossos              | Rio Grande do Norte |
| 14110   | João Ferreira Martins         | PTB     | 4.260   | 1,19%      | Porecatu             | Paraná              |
| 14140   | Carlão de Oliveira            | PTB     | 4.080   | 1,14%      | Guajará-Mirim        | Rondônia            |
| 33111   | Heitor Costa Júnior           | PMN     | 4.067   | 1,14%      | Governador Valadares | Minas Gerais        |
| 22220   | Elizeu Ferreira da Silva      | PL      | 4.055   | 1,13%      | Presidente Venceslau | São Paulo           |
| 45111   | Mauro Nazif                   | PSDB    | 3.954   | 1,10%      | Barra do Piraí       | Rio de Janeiro      |
| 15109   | Augusto Tunes Plaça           | PMDB    | 3.718   | 1,04%      | Mandaguari           | Paraná              |
| 33101   | José Cunha e Silva Júnior     | PMN     | 3.553   | 0,99%      | Itapipoca            | Ceará               |
| 33144   | Ivone Abrão                   | PMN     | 3.362   | 0,94%      | Uiraúna              | Paraíba             |
| 13200   | Daniel Pereira                | PT      | 3.241   | 0,91%      | Campo Mourão         | Paraná              |
| 15200   | Sueli Alves Aragão            | PMDB    | 3.157   | 0,88%      | Porto Velho          | Rondônia            |
| 45112   | Altair Schons                 | PSDB    | 3.006   | 0,84%      | Rio de Janeiro       | Rio de Janeiro      |
| 13133   | Rosária Helena                | PT      | 2.694   | 0,75%      | Prata                | Minas Gerais        |
| 25101   | Carlos Magno                  | PFL     | 2.484   | 0,69%      | Coromandel           | Minas Gerais        |
| 25250   | Donizetti José                | PFL     | 2.463   | 0,69%      | Cariacica            | Espírito Santo      |
| Fontes: |                               |         |         |            |                      |                     |